# Luzón
Luzón – gmina w Hiszpanii, w prowincji Guadalajara, w Kastylii-La Mancha, o powierzchni 56,98 km². W 2011 roku gmina liczyła 79 mieszkańców.